# Rodney Bewes
Rodney Bewes pseud. Chubby-checkeed (ur. 27 listopada 1937 w Bingley, zm. 21 listopada 2017 w Cadgwith) – brytyjski aktor.

## Wybrana Filmografia
- 1952: Mystery at Mountcliffe Chase jako Jeremy Nicholls
- 1963: Billy kłamca jako Arthur Crabtree
- 1964-1966: The Likely Lads jako Bob Ferris
- 1972: Przygody Alicji w Krainie Czarów jako Walet Kier
- 1973-1974: Whatever Happened to the Likely Lads jako Bob Ferris
- 1977: Jabberwocky jako The Other Squire
- 1979: Saint Jack jako Smale
- 2009: Heartbeat jako Edward Walton

## Życie Prywatne
W 1963 ożenił się Niną Tebbitt jednak małżeństwo było bezdzietne i skończyło się rozwodem. W 1973 poślubił Daphne Black (1941–2015) z którą miał czwórkę dzieci w tym trojaczki. Zmarł 21 listopada 2017.